# دنیای بی‌ثبات
دنیای بی‌ثبات (به انگلیسی: Mercurial World) نخستین آلبوم استودیویی از گروهٔ موسیقی دونفرهٔ سینث-پاپ آمریکایی ماگدالنا بی می‌باشد که در ۸ اکتبر سال ۲۰۲۱ از سوی لومینل و اورچرد منتشر گردید. نسخهٔ اصلی ترانه که ۱۴ قطعه داشت به‌طور کلی مورد تحسین منتقدان قرار گرفت؛ نسخهٔ دیلاکس آلبوم نیز با ۲۸ قطعه در ۲۳ سپتامبر سال ۲۰۲۲ منتشر شد.